# Cornovis
Els cornovis (llatí Cornovii) foren un poble celta de Britànnia esmentat per Claudi Ptolemeu, que vivia a l'extrem nord-est de l'actual Escòcia, al comtat de Caithness.
Un altre poble del mateix nom a Britànnia és esmentat també per Ptolemeu que diu que vivien a l'est dels ordòvics (Gal·les del Nord) i que tenien per capital Deuda. Això vol dir que vivien a parts de Stafford, Chester i Shropshire.